# Вяземський Петро Андрійович
Петро́ Андрі́йович Вя́земський (рос. Пётр Андреевич Вяземский; нар. 23 липня 1792, Москва — пом. 22 листопада 1878, Баден-Баден, поховано в Санкт-Петербурзі) — російський поет і критик. Приятель Олександра Пушкіна і Василя Жуковського.

## Біографія
Навчався в Петербурзькому університеті. Входив до літературного гуртка «Арзамас». Підтримував зв'язки з майбутніми декабристами та волелюбними колами польської інтелігенції.
Тарас Шевченко зустрічався з ним 1839 у Василя Жуковського і згадав про це в «Щоденнику» 10 липня 1857 року. Його онука фрейліна, статс-дама (1912)  Катерина Шереметєва заснувала Товариство любителів давньої писемності.

## Творчість
Рання лірика близька до декабристської.
1848 року опублікував монографію «Фонвізін», присвячену російському драматургу Денисові Фонвізіну. Цим самим став одним із зачинателів історії російської літератури.

## Дивись також
Літературний гурток Арзамас — петербурзький літературний гурток прихильників Карамзіна.